# Каменский сельский совет (Васильевский район)
Каменский сельский совет (укр. Кам'янська сільська рада) — входит в состав
Васильевского района
Запорожской области
Украины.
Административный центр сельского совета находится в 
с. Каменское.

## История
- 1945 — дата образования.

## Населённые пункты совета
- с. Каменское
- с. Плавни